# Mayo Arturo Bravo Hernández
Mayo Arturo Bravo Hernández (Ciudad de México, 14 de mayo de 1938) es un político mexicano, miembro del Partido Acción Nacional (PAN). Fue diputado federal de 1970 a 1973.

## Biografía
Estudio primaria, secundaria y la licenciatura en Contaduría Pública en la Ciudad de México, donde se dedicó al ejercicio particular de su profesión y como empresario en el ramo de la imprenta.
Miembro del PAN desde 1965, fue integrante del comité directivo del Distrito Federal en varios periodos y titular del comité distrital en el Distrito 20. En 1970 fue postulado candidato del PAN a diputado federal por dicho Distrito 20 del Distrito Federal, no logró la victoria al recibir 45 290 votos, frente a los 93 893 del candidato del Partido Revolucionario Institucional (PRI) Oscar Hammeken Martínez.
Sin embargo, resultó elegido diputado de partido, para la XLVIII Legislatura de dicho año de 1970 al de 1973. En las elecciones de 2006 fuen candidato del PAN a diputado a la Asamblea Legislativa del Distrito Federal por el Distrito 6 local, peor no logró el triunfo que correspondió Juan Bustos Pascual, candidato de la Coalición Por el Bien de Todos.